# پارک شیبا
پارک شیبا (به ژاپنی: 芝公園) یکی از پارک‌های  توکیو پایتخت ژاپن است. در داخل این پارک معبد زوجوجی قرار دارد. این پارک در جوار برج توکیو است.

## رسیدن به پارک
- متروی توئی، خط میتا، ایستگاه شیبا I-05. از ایستگاه تا پارک ۵ دقیقه پیاده فاصله است.